# Ana Rukavina
Ana Rukavina (Zagreb, 28. ožujka 1977. – Zagreb, 26. studenoga 2006.), hrvatska novinarka.

## Životopis
Rodila se u Zagrebu, gdje je završila osnovnu školu i Centar za kulturu u Križanićevoj ulici. Studirala je novinarstvo na Fakultetu političkih znanosti, gdje je diplomirala 12. listopada 2001. godine. Radila je u gradskoj rubrici Vjesnika od ožujka 2002. Kasnije se preselila u Šibenik, gdje se udala i nastavila raditi kao dopisnica Vjesnika. Sredinom 2005. godine dijagnosticirana joj je leukemija. Liječila se na Odjelu za transplantaciju koštane srži na KBC-u na Rebru i počela se oporavljati, da bi se u listopadu 2006. bolest vratila. Napisala je dirljivo pismo o svojim tegobama, moleći za pomoć u liječenju, jer je postojala mogućnost da ode na terapiju u SAD. Njeno pismo jako se brzo proširilo po internetu i drugim medijima te je velik broj ljudi ponudio pomoć. Željela je usmjeriti pozornost javnosti na nedostatak donora koštane srži i na potrebu osnivanja banke matičnih stanica iz pupkovine. Umrla je 26. studenoga 2006. u 30. godini života. Nakon njene smrti, osnovana je „Zaklada Ana Rukavina”, koja prikuplja sredstva za razvoj Hrvatskog registra donora koštane srži. Slogan zaklade je „Želim život”. 
Djelovanjem Zaklade broj upisanih u Registar dobrovoljnih darivatelja krvotvornih matičnih stanica, povećan je s početnih 150 na 37.831 građana.

## Nagrade i priznanja
Ana Rukavina posmrtno je odlikovana Redom Danice hrvatske s likom Katarine Zrinski, a Zakladi Ana Rukavina dodijeljena je Povelja Republike Hrvatske za promicanje humanitarnih vrijednosti, poticanjem aktivnosti za osnivanje i rad Registra dobrovoljnih davatelja koštane srži i Banke matičnih stanica.

## Vanjske poveznice
- Zaklada Ana Rukavina
- Hrvatska donorska mreža – koštana srž  Arhivirana inačica izvorne stranice od 26. travnja 2007. (Wayback Machine)
- Blog Zaklade Ana Rukavina − Želim život!
- Anina prva stranica − komentari građana i prijatelja  Arhivirana inačica izvorne stranice od 10. ožujka 2007. (Wayback Machine)